# Буніни
Буніни — давній російський дворянський рід, що походить з Речі Посполитої.

## Походження та історія роду
Існує кілька стародавніх дворянських родів Буніних, що походять, за переказами, від «чоловіка знатного» Семена (Симеона) Бунікевського (Бунковського, від польськ. Bonikowski), який виїхав з Польщі в XV столітті в підданство до великого князя Василя Васильовича. Правнук його — Олександр Лаврентійович, служив по Володимиру, убитий при захопленні Казані (1552) і ім'я його записано в синодик московського Успенського собору на вічне поминання. Іван Бунін, стрілецький голова, мужньо відбив напад річпосполитських військ на Курськ (1634). Стольник Козьма Леонтійович за службу і хоробрість жалуваний маєтком (1676).
При поданні документів для внесення роду в Бархатну книгу було представлено два родовідні розписи Буніних: Романа (08.03.1687) і Кузьми Буніна (1686) .
Згідно з офіційними даними, родоначальниками були:
1. Яків Іванович Бунін, онуки якого, Борис і Афанасій Федоровичі Буніни, були верстані помісними окладами (1649). Рід записаний в VI частину родовідної книги Рязанської губернії[4] ,
2. Леонтій Клементійович Бунін, верстаний маєтком (1670). Рід записаний в VI частину родовідної книги Рязанської губернії,
3. Яків Савелійович Бунін, московський дворянин, який жив наприкінці XVII століття. Рід внесений до родовідної книги Орловської та Воронезької губерній.

Давнього походження і роди Буніних, записані в VI частину родовідних книг Тамбовської, Оренбурзької і Уфимської губерній, але Герольдія урядового Сенату їх не затвердила і записала в II і III частини родоводної книги (за особистими заслугами).

## Опис гербів

#### Герб Буніних 1785 року
У Гербовнику Онисима Титовича Князєва є печатка з гербом Афанасія Івановича Буніна: в щиті, що має срібне поле, зображений срібний єдиноріг, що скаче в правий бік по зеленому полю (польський герб Боньча). Щит увінчаний коронованим дворянським шоломом . Нашоломник: срібний єдиноріг, що виходить до половини. Колірна гамма намету не визначена .

#### Герб. Частина VII. №15.
У щиті, що має лазурове поле, зображений перстень і навколо нього три довгастих срібних хреста. Щит увінчаний дворянським шоломом і короною зі страусовим пір'ям. Намет на щиті блакитний, підкладений сріблом. Герб внесений до Загального гербовника дворянських родів Російської імперії, частина 7, 1-е відд., стор. 15.

## Відомі представники роду
- Буніни: Афанасій Тимофійович, Іван Афанасійович, Іван Тимофійович, Прохор Данилович — белевські городові дворяни (1627—1629).
- Бунін Іван Опанасович — воєвода в Черпавському острозі (1637).
- Бунін Микита — воєвода в Черні (1664—1665).
- Буніни: Онисим Клементійович, Афанасій Федорович, Василь Борисович, Іван Афанасійович, Леонтій Клементійович, Микита Афанасійович — московські дворяни (1686—1692).
- Бунін Леонтій — воєвода в Ольшанську (1677—1678).
- Буніни: Алфім Іванович, Андрій і Артемій Романовичі, Кузьма Леонтійович, Лука Леонтійович, Лука Микитин — стольники (1692)[7][8] .
- Бунін Афанасій Іванович — батько В. А. Жуковського.
- Бунін Олексій Миколайович (1827—1906) — російський поміщик, батько письменника І. О. Буніна.
  - Бунін Юлій Олексійович (1857—1921) — російський поет, старший брат І. О. Буніна .
  - Бунін Іван Олексійович (1870—1953) — російський поет і письменник.
    - Муромцева-Буніна Віра Миколаївна (1881—1961) — перекладачка, мемуаристика, автор літературних статей. Дружина І. О. Буніна, племінниця С. А. Муромцева.
- Буніна Анна Петрівна (1774—1829) — російська поетеса і перекладачка.
- Бунін Іван Петрович (1773—1859) — капітан-лейтенант, засновник кронштадтського морського зібрання[9], брат Анни Петрівни.